# Mschak
Mschak (arménien : Մշակ, littéralement « Laboureur ») est un journal en langue arménienne fondé le 1er janvier 1872 à Tiflis (Empire russe) et publié jusqu'en 1921.